# Raid Łódzki 1958
3. Raid Łódzki – 3. edycja Rajdu Łódzkiego. Był to rajd samochodowy rozgrywany od 24 do 25 maja 1958 roku. Była to druga runda Rajdowych Samochodowych Mistrzostw Polski w roku 1958. Zawodnicy byli klasyfikowani w poszczególnych klasach, nie było klasyfikacji generalnej.

## Wyniki końcowe rajdu[1]

### Klasa VIII
| Miejsce | Kierowca            | Samochód          | Punkty |
| ------- | ------------------- | ----------------- | ------ |
| 1       | Ksawery Frank       | Opel Kapitan      | 166,7  |
| 2       | Janusz Solarski     | FSO Warszawa M 20 | 171,1  |
| 3       | Zbigniew Łyszcz     | Opel Kapitan      | 184,0  |
| 4       | Mieczysław Sochacki | FSO Warszawa M 20 | 189,6  |
| 5       | Tadeusz Dubas       | FSO Warszawa M 20 | 193,6  |
| 6       | Zygmunt Wróblewski  | FSO Warszawa M 20 | 202,0  |

### Klasa VII
| Miejsce | Kierowca          | Samochód      | Punkty |
| ------- | ----------------- | ------------- | ------ |
| 1       | Edward Kuszewski  | Citroen BL 11 | 170,4  |
| 2       | Jerzy Nowosielski | Citroen BL 11 | 183,3  |
| 3       | Stefan Dobrzyński | Citroen BL 11 | 225,5  |

### Klasa V
| Miejsce | Kierowca             | Pilot           | Samochód     | Punkty |
| ------- | -------------------- | --------------- | ------------ | ------ |
| 1       | Antoni Weiner        | Władysław Helis | Simca Aronde | 155,7  |
| 2       | Adam Wędrychowski    |                 | Simca Aronde | 157,5  |
| 3       | Jan Brońka           |                 | Simca Aronde | 161,8  |
| 4       | Aleksander Sobański  |                 | Simca Aronde | 161,8  |
| 5       | Czesław Wodnicki     |                 | Simca Aronde | 162,1  |
| 6       | Mirosław Snigurowicz |                 | Skoda 440    | 176,5  |

### Klasa IV
| Miejsce | Kierowca             | Samochód         | Punkty |
| ------- | -------------------- | ---------------- | ------ |
| 1       | Kazimierz Tarczyński | Renault Dauphine | 167,2  |
| 2       | Zbigniew Pawlak      | Wartburg         | 181,4  |
| 3       | Stanisław Rusiniak   | Renault Dauphine | 181,9  |
| 4       | Morawski             | Renault Dauphine | 191,5  |
| 5       | Stanisław Cencora    | Wartburg         | 202,9  |
| 6       | Stanisław Stolarski  | Wartburg         | 211,3  |

### Klasa III
| Miejsce | Kierowca          | Samochód     | Punkty |
| ------- | ----------------- | ------------ | ------ |
| 1       | Marian Zatoń      | FSO Syrena   | 165,3  |
| 2       | Marek Varisella   | FSO Syrena   | 167,7  |
| 3       | Zygmunt Gebethner | Renault 4 CV | 169,1  |
| 4       | Stanisław Wierzba | FSO Syrena   | 169,9  |
| 5       | Jerzy Zaczeniuk   | Renault 4 CV | 189,3  |
| 6       | Barbara Wojtowicz | Fiat 600     | 193,6  |
| ...     | ...               | ...          | ...    |
| 10      | Irena Szczepańska | Renault 4 CV | 202,3  |